# Against All Odds (2023)
Pour les articles homonymes, voir Against All Odds.
Against All Odds est un pay-per view de catch professionnel présenté par la fédération Impact Wrestling. c'est le douzième événement de la chronologie des Against All Odds.

## Contexte
Cet événement de catch professionnel présente différents matchs impliquant des catcheurs heel (méchant) et face (gentil), ils combattent sous un script écrit à l'avance.

## Tableau des matchs
| Ordre par numéros | Résultat                                                                                             | Stipulation(s) | Temps |
| --- | --- | --- | ----- |
| 1P | KiLynn King (avec Taylor Wilde) bat Nevaeh                                                           | Match simple | 5:02  |
| 2P | Joe Hendry (c) bat Dirty Dango                                                                       | Match simple pour le Impact Digital Media Championship                                                                                     | 6:29  |
| 3 | Frankie Kazarian bat Eddie Edwards                                                                   | Match simple | 12:30 |
| 4 | ABC (Ace Austin et Chris Bey) (c) bat The Good Hands (Jason Hotch et John Skyler) (avec Brian Myers) | Tag Team match pour les Impact World Tag Team Championship                                                                                 | 9:43  |
| 5 | Masha Slamovich bat Killer Kelly                                                                     | Dog Collar match | 11:51 |
| 6 | Chris Sabin bat Trey Miguel (c)                                                                      | Match simple pour le Impact X Division Championship                                                                                        | 13:12 |
| 7 | Bully Ray, Jonathan Gresham, Heath et Nick Aldis battent Moose, Mike Bailey, PCO et Rich Swann       | 8-Man Tag Team match L'équipe gagnante devra s'affronter dans un 4-Way match pour déterminer l'aspirant no 1 au Impact World Championship. | 19:06 |
| 8 | Nick Aldis bat Bully Ray, Heath et Jonathan Gresham par soumission                                   | 4-Way match Le gagnant deviendra aspirant no 1 au Impact World Championship.                                                               | 19:06 |
| 9 | Deonna Purrazzo et Trinity battent Gisele Shaw et Savannah Evans (avec Jai Vidal)                    | Tag Team match | 10:03 |
| 10 | oVe (Jake Crist, Madman Fulton et Sami Callihan) bat The Design (Angels, Deaner et Kon)              | Ohio Street Fight match | 14:53 |
| 11 | Alex Shelley bat Steve Maclin (c)                                                                    | Match simple pour le Impact World Championship                                                                                             | 22:41 |
| La lettre C placée entre parenthèses désigne la personne ou l’équipe championne en titre. P – indique que le match a eu lieu lors du pré-show | | |       |